# Les Renards pâles
Pour les articles homonymes, voir Renard pâle (homonymie).
Les Renards pâles est un roman de Yannick Haenel paru le 22 août 2013 aux éditions Gallimard.

## Résumé
Les Renards pâles sont les membres d'un groupe anarchiste qui, abrités sous des masques africains, pratiquent des rituels magiques dans les cimetières, notamment au Père-Lachaise, des « rituels funèbres visant à conjurer l'envoûtement du capitalisme, les sortilèges de la marchandise, les malédictions de la surveillance et de l'identité ».

## Réception critique
Lors de sa parution, le roman reçoit en raison de son engagement politique, au sens large, un accueil très contrasté. Une partie de la presse est positive sur le livre,, voire enthousiaste, l'autre relativement critique ou assez dure.
Le roman a été rapproché de Mathias et la Révolution de Leslie Kaplan.

## Éditions
- Éditions Gallimard, coll. « L'Infini », 2013  (ISBN 978-2-07-014217-0).
- Coll. « Folio », no 5889, 2015,  (ISBN 978-2-07-046247-6).